# Suzuki SJ
Il Suzuki SJ è un fuoristrada prodotto dalla Suzuki dal 1982 fino al 1989.
Si tratta di un'evoluzione del vecchio modello Suzuki LJ80.
Venne prodotto in due principali versioni: SJ410 ed SJ413.
Di entrambe le versioni vennero prodotti differenti modelli: Cabrio, Berlina, Passo Lungo, Pick-Up e Tetto Alto.

## SJ410
Sin dal primo modello il Suzuki SJ venne equipaggiato con un motore 4 cilindri 4 tempi da 970 cm³, denominato "F10A", in grado di sviluppare una potenza massima di 45 CV a 5500 giri/min ed una coppia massima di 61 N·m a 3000 giri/min.
Fino al 1984 erano dotati di freni a tamburo anteriori, in seguito sono stati sostituiti da quelli a disco.
Questo modello è caratterizzato dal cambio a 4 marce con riduttore e da 3 modalità di trazione, selezionabili tramite una leva nelle prossimità del cambio, denominate:
- 2H: trazione posteriore
- 4H: trazione integrale e marce normali
- 4L: trazione integrale e marce ridotte

## SJ413
A partire dal 1984 venne proposto, affiancando il modello SJ410, l'SJ413.
Questa versione venne equipaggiata sempre con un motore 4 cilindri 4 tempi, ma con una cilindrata pari a 1324 cm³, in grado di erogare una potenza massima di 64 CV. Il nuovo motore utilizzava un monoblocco in alluminio, in luogo di quello in ghisa della versione 970 cm³.
Differisce dall'SJ410 anche per il cambio, che passò da 4 rapporti a 5 e all'adozione di rapporti più lunghi. Anche il riduttore aveva un rapporto di riduzione inferiore, il che rendeva le ridotte leggermente più lunghe.
Le differenze con il modello SJ410 sono poche, principalmente gli interni ridisegnati, il cofano rialzato (per meglio ospitare il nuovo motore più ingombrante), la calandra in plastica e alcune componenti della trasmissione più resistenti.
Il motore da 1324 cm³ sarà anche quello che, dal 1989, equipaggerà il successore del Suzuki SJ, il Suzuki Samurai.
Cadrà in disuso nel 1992, con l'introduzione del motore da 1298 cm³ ad Iniezione Elettronica.
Inoltre, dal 1984, gli SJ vennero equipaggiati con freni a disco anteriori, in luogo dei vecchi tamburi.

## Versioni spagnole (Santana)
I "Suzuki SJ" furono costruiti anche in Spagna per poter ottenere lo status di "Prodotto comunitario" ed evitare le restrizioni introdotte in Europa ai modelli automobilistici nipponici. I modelli spagnoli furono prodotti dalla Santana Motor, inizialmente denominata “Land Rover - Santana”, con il nome Suzuki Santana.
I modelli spagnoli si distinguono dai modelli giapponesi per diversi particolari, tra i principali si trovano: targhetta "Santana" sulla mascherina anteriore e sul portellone posteriore, differente posizionamento del comando del clacson (sulla leva sinistra, invece che al centro del volante come nelle versioni giapponesi), alcune componenti meccaniche di provenienza europea, un solo foglio di balestre anteriori e due fogli di balestre posteriori (un foglio in meno del modello giapponese).